# Alexander Bínovský
MUDr. Alexander Bínovský (* 12. září 1944) je bývalý slovenský fotbalista.

## Fotbalová kariéra
V československé lize hrál za Inter Bratislava. Gól v lize nedal.

## Ligová bilance
| Ročník                                   | Zápasy | Góly | Klub             |
| ---------------------------------------- | ------ | ---- | ---------------- |
| 1. československá fotbalová liga 1968/69 | 19     | 0    | Inter Bratislava |
| 1. československá fotbalová liga 1969/70 | 27     | 0    | Inter Bratislava |
| 1. československá fotbalová liga 1970/71 | 30     | 0    | Inter Bratislava |
| 1. československá fotbalová liga 1971/72 | -      | 0    | Inter Bratislava |
| 1. LIGA CELKEM                           | -      | 0    |                  |